# 水泉镇 (白银市)
水泉镇，是中华人民共和国甘肃省白银市平川区下辖的一个乡镇级行政单位。

## 行政区划
水泉镇下辖以下地区：
五级社区、贾庄村、枣园村、陡城村、玉碗泉村、双岔村、杨岭村、牙沟水村、旱坪川村、中村、水泉村、野麻村、小黄湾村、砂流水村、下堡村、下村和丰源村。